# Stipo Papic
Stipo Papic (Berlino, 20 novembre 1978) è un ex cestista tedesco.

## Carriera
Con la Germania ha disputato i Campionati europei del 2001.

## Palmarès
- Campionato tedesco: 5

Alba Berlino: 1996-97, 1997-98, 1999-2000, 2000-01, 2001-02
- Coppa di Germania: 2

Alba Berlino: 2002
Cologne 99ers: 2004